# 유승시
유승시(劉勝時, ? ~ ?)는 전한의 제후로, 치천의왕의 증손이다.

## 생애
아버지 유연년의 뒤를 이어 회창후(懷昌侯)에 봉해졌다.
시호를 절이라 하였고, 작위는 아들 유가치가 이었다.

## 출전
- 반고, 《한서》 권15상 왕자후표 上